# 受胎告知 (レーニ)
『受胎告知』（じゅたいこくち、仏: L'Annonciation、英: The Annunciation）は、17世紀イタリアのバロック期の巨匠グイド・レーニがキャンバス上に油彩で制作した絵画である。フランス王妃マリー・ド・メディシスの依頼で、おそらく1629年の初めに描かれ、フランスにもたらされたレーニの最初の大作である。現在、パリのルーヴル美術館に所蔵されている。レーニはまた、1621年にファーノのサン・ピエトロ・イン・ヴァッレ教会 (San Pietro in Valle) のために本作ほど完成度の高くない同主題作を描いており、現在、ファーノ美術館に所蔵されている。

## 作品
『新約聖書』中の「ルカによる福音書」 (1章26-38) によれば、ナザレのマリアの前に大天使ガブリエルが現れて、「おめでとう。恵まれた方。あなたは神の恵みにより、男の子を産みます。その子をイエスと名付けなさい」と告げる。マリアは大工のヨセフと結婚していたが、性的関係を持っていなかった。そのため、このお告げに戸惑ったが、聖霊の力で子が宿ったことを知ると、「お言葉どおり、この身になりますように」と答え、その事実を受け入れた。この主題が絵画に表される時は通常、純潔を示すユリの花、聖霊の化身であるハト、聖母マリアの書見台などが描かれる。
本作『受胎告知』を委嘱したことをきっかけに、マリー・ド・メディシスはベルナルディーノ・スパーダ枢機卿を通してレーニに伝言をし、レーニをパリに呼び、リュクサンブール宮殿の第2画廊を装飾する絵画 (元来、ピーテル・パウル・ルーベンスに委嘱された) を制作させようと試みた。しかし、この試みは失敗に終わった。本作は、豪華な大理石と金箔を施された額縁に収められ、パリのフォブール・サン＝ジャックのカルメル会修道院の高祭壇に設置されたが、1684年以前に同修道院教会の聖歌隊席に移された。 

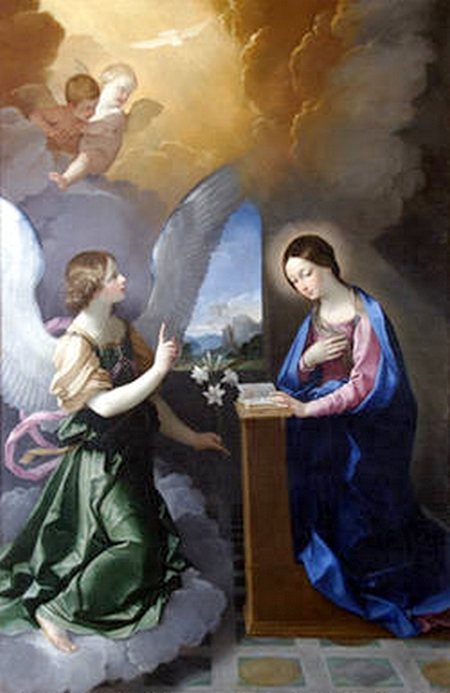
1621年の『受胎告知』

本作は1665年にジャン・ロレンツォ・ベルニーニに称賛され、「見ることのできる最も美しいものの1つで、それだけでパリの半分の価値がある」と呼んだ。17世紀半ばまでに作品は、ローラン・ド・ラ・イール、フィリップ・ド・シャンパーニュ、ジャック・ステラ、ウスタシュ・ル・シュウールといった同時代の画家たちに多大な影響を与えた。(全員が「アティシズム (Atticism)」といわれた当時のフランスの古典主義様式の先導者) 。作品はまた、クロード・マラングル (Claude Malingre, 1640年)、シモン (Symonds, 1649年)、ジェルマン・ブリス (Germain Brice, 1684)といった美術史家や芸術批評家に称賛された。
フランス革命の際、本作は没収され、1792年9月にレ・プティ＝ゾガスタン (Les Petits-Augustins) の倉庫に置かれた。同年12月には、共和国中央美術館 (後のルーヴル美術館) の最初の中核となるコレクションに加えられた。何点かの複製が現存し、そのうちの1点はナポレオン3世によりバラリュック＝レ＝バンに運ばれ、現在、同地の聖母被昇天教会 (Notre-Dame-de-l'Assomption) に展示されている。別の複製がパリのサン＝ジェルマン＝ロクセロワ教会に所蔵されている。